# 懷卡托技術學院
懷卡托理工學院（英語：Waikato Institute of Technology）是新西兰懷卡托地區唯一的一所理工學院，位於咸美頓。目前有將近兩萬五千名學生就讀於此。怀卡托理工學院一共有三個校區分部於咸美頓市區和位於泰晤士、特庫提和奧克蘭的三個衛星校區。
目前该校設有商業、電腦商務管理、大眾傳播、建築建造及汽車修護、教育、電子工程、工程技術和建築學、美容美髮、醫務管理和婦產科學、園藝、資訊科技、農業科技、媒體藝術、餐飲管理、科學與技術、社工服務、運動與鍛鍊科學、旅遊等專業科系，該校電影學院為紐西蘭最古老的電影學院。

## 外部連結
- 懷卡托技術學院網址 （页面存档备份，存于）